# Salamis formosa
Salamis formosa är en fjärilsart som beskrevs av Stoneham 1965. Salamis formosa ingår i släktet Salamis och familjen praktfjärilar. Inga underarter finns listade i Catalogue of Life.